# Robert Cauer der Ältere

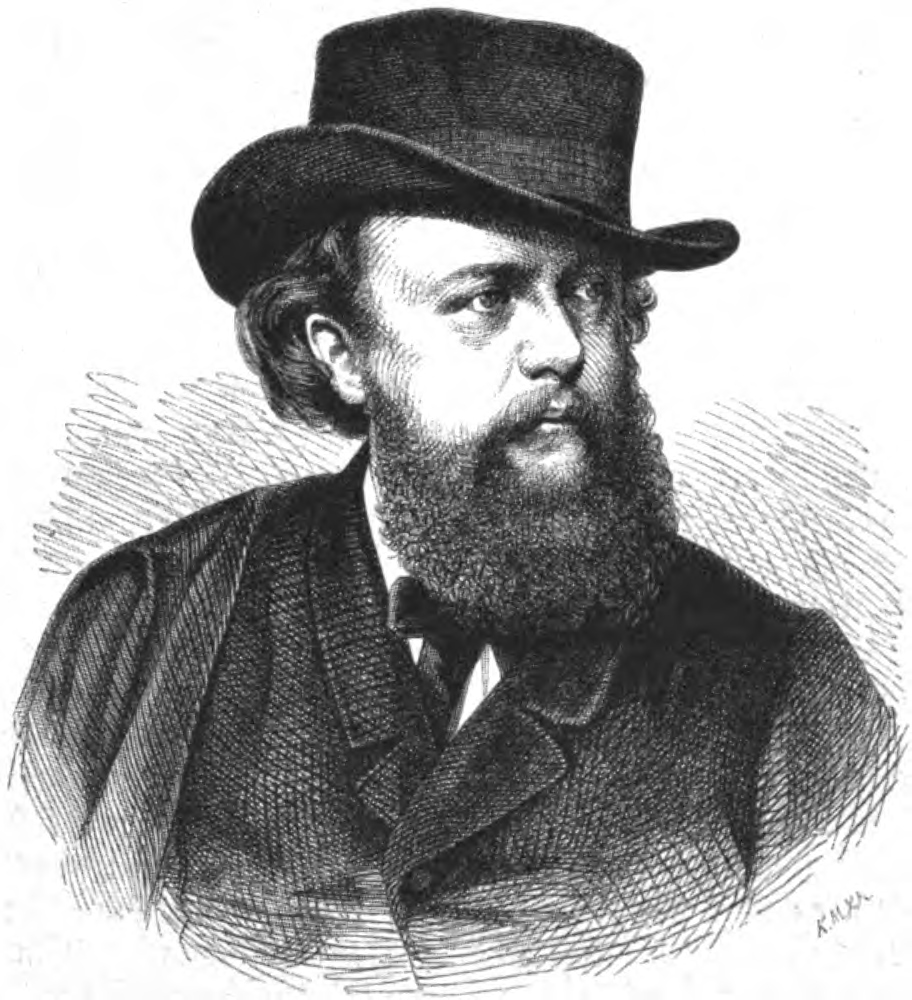
Robert Cauer d. Ä., 1867. Grafik von Krüll und Michael.

Robert Cauer d. Ä.

Robert Cauer d. Ä. (* 13. Februar 1831 in Dresden; † 2. April 1893 in Kassel) war ein deutscher Bildhauer.

## Leben
Robert Cauer der Ältere war der Sohn von Emil Cauer d. Ä. und Bruder von Karl Cauer. Die Cauers sind eine weitverzweigte Familie von Künstlern, vornehmlich Bildhauern – ein Beruf den auch seine Söhne Stanislaus und Friedrich Cauer ergriffen. Der Neffe Hans Cauer war ebenfalls Maler, die Neffen Emil und Hugo Cauer, Söhne des Bruders Karl, waren Bildhauer.
Geboren in Dresden, erhielt er seinen ersten Unterricht bei seinem Vater in Kreuznach. Von 1851 bis 1856 studierte er Malerei an der Düsseldorfer Kunstakademie bei Wilhelm von Schadow und Karl Ferdinand Sohn, zwischenzeitlich (1853/54) auch an der Bauschule der Akademie, unter Rudolf Wiegmann. Er war befreundet mit den angehenden Malern Ernst Bosch, Hubert Salentin und Carl Thiel, mit denen er zusammen wohnte. 1851 bis 1857 war er zudem Mitglied des Künstlervereins Malkasten. Durch weitere Unterweisung bei seinem Vater in Kreuznach wechselte er erneut zur Bildhauerei, ohne das Malen und Zeichnen ganz aufzugeben. Zwischen 1856 und 1858 unternahm er Reisen nach Dresden und Berlin, England und Schottland. 1856 bis 1861 hielt er sich mehrfach in Rom auf, wo er sich 1882 bis kurz vor seinem Tod niederließ. Gemeinsam mit seinem Bruder Karl richtete er hier 1883 ein Atelier ein und führte ein weiteres in Kreuznach. In Rom beriet und beaufsichtigte er ab 1887 im offiziellen Auftrag der preußischen Regierung die deutschen Rom-Stipendiaten in der Villa Strohl-Fern. 1888 ernannte ihn das preußische Kultusministerium zum Professor. Ab 1889 lebte er abwechselnd in Rom und in Kassel. Seine Porträtbüste schuf sein Neffe Ludwig Cauer; auch eine 1890 entstandene Büste von Hugo Berwald ist bekannt. Eine Bildniszeichnung von Carl Thiel sowie eine anonyme Karikatur verwahrt der Künstlerverein Malkasten in Düsseldorf.

## Werk
In frühen Gemälden beschäftigte sich Cauer mit Themen wie „Rübezahl“ oder „Spielende Kinder“, wählte aber auch als Plastiker gelegentlich Motive aus der Literatur, unter anderem  „Hermann und Dorothea“, „Paul und Virginie“, „Loreley“, und insbesondere aus den Märchen der Gebrüder Grimm, beispielsweise „Dornröschen“, „Schneewittchen“ oder „Der gestiefelter Kater“. Die der Arbeit seines Vaters nacheifernden Skulpturen – „Venus und Amor“, „Venus mit Delphin“ oder die zahlreichen Bildnisplaketten – orientierten sich jedoch eher an der klassischen Antike.
Bekannt wurde Cauer vor allem als Schöpfer bedeutender Portraitplastiken und Grabdenkmäler, darunter auch mehrerer auf dem Alten Friedhof in Bonn, beispielsweise die von Friedrich Wilhelm August Argelander, Paula Doetsch und Nikolaus Simrock. Cauer schuf 1876 die Grabstätte von Maximilian Freiherr Roth von Schreckenstein auf dem Ehrenfriedhof im Deutsch-Französischen Garten von Saarbrücken.
1872 entstand die Marmorskulptur „Schlafendes Mädchen“.

## Galerie

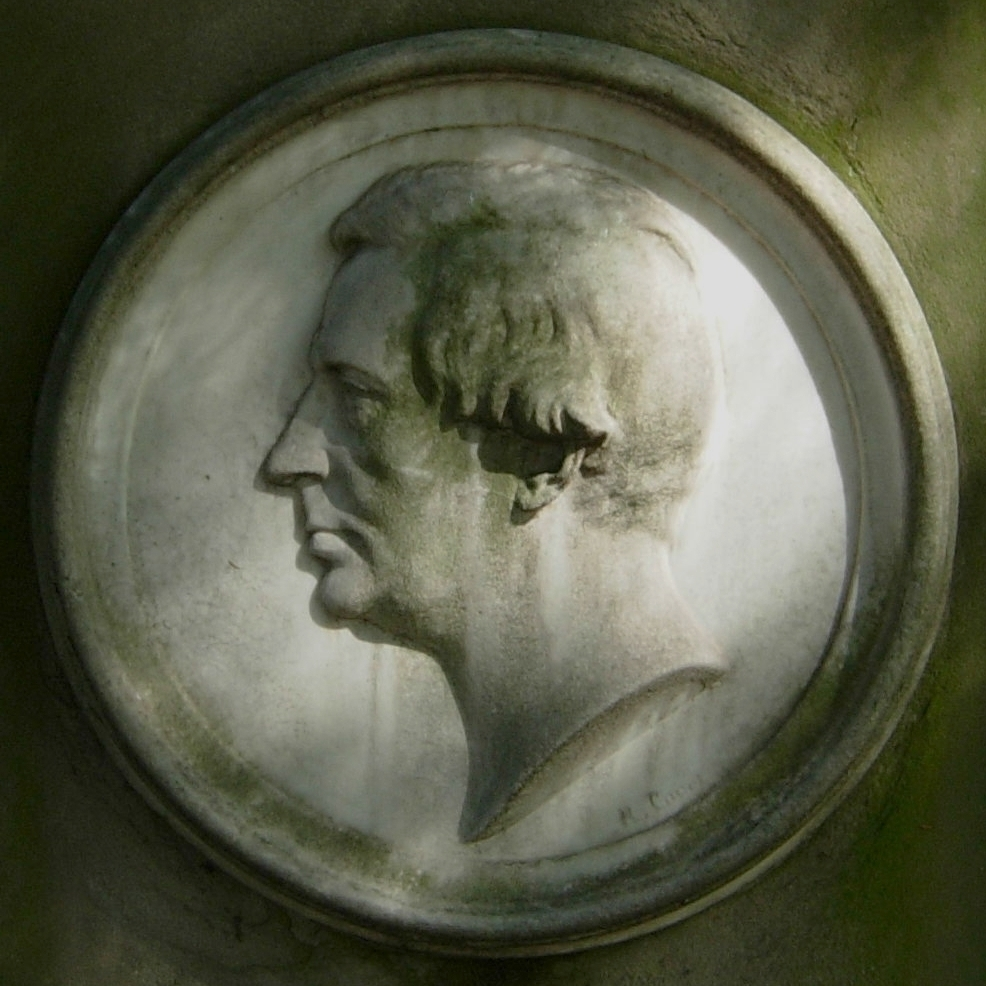
Tondo für den Grabstein von Karl Simrock, Alter Friedhof Bonn
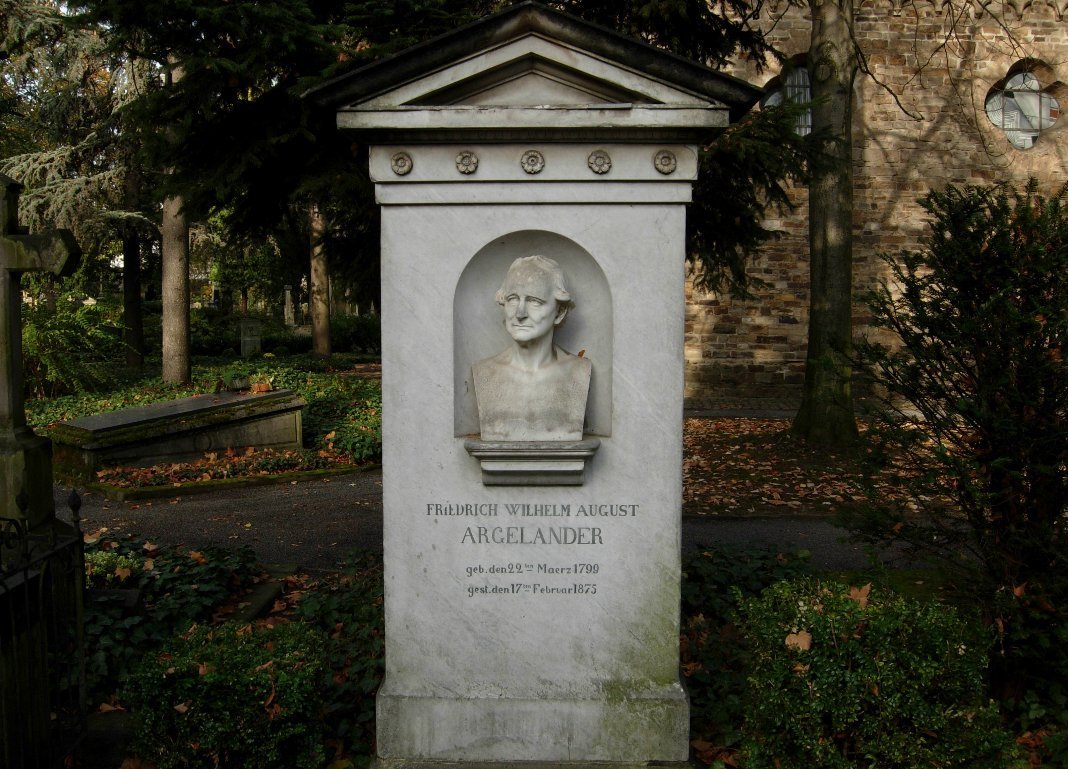
Grabstein von Friedrich Wilhelm August Argelander, Alter Friedhof Bonn
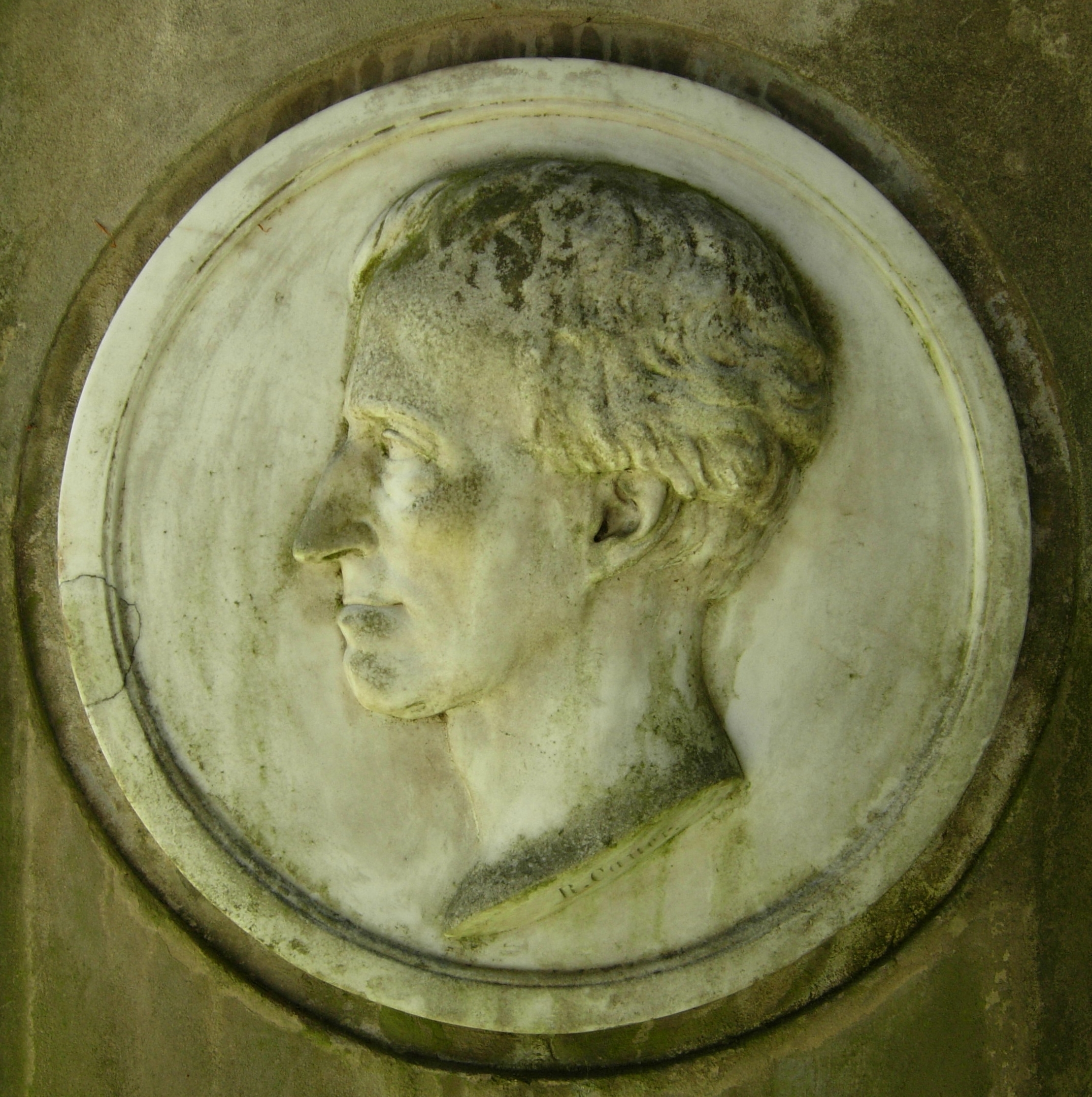
Tondo für den Grabstein von Friedrich Gottlieb Welcker, Alter Friedhof Bonn
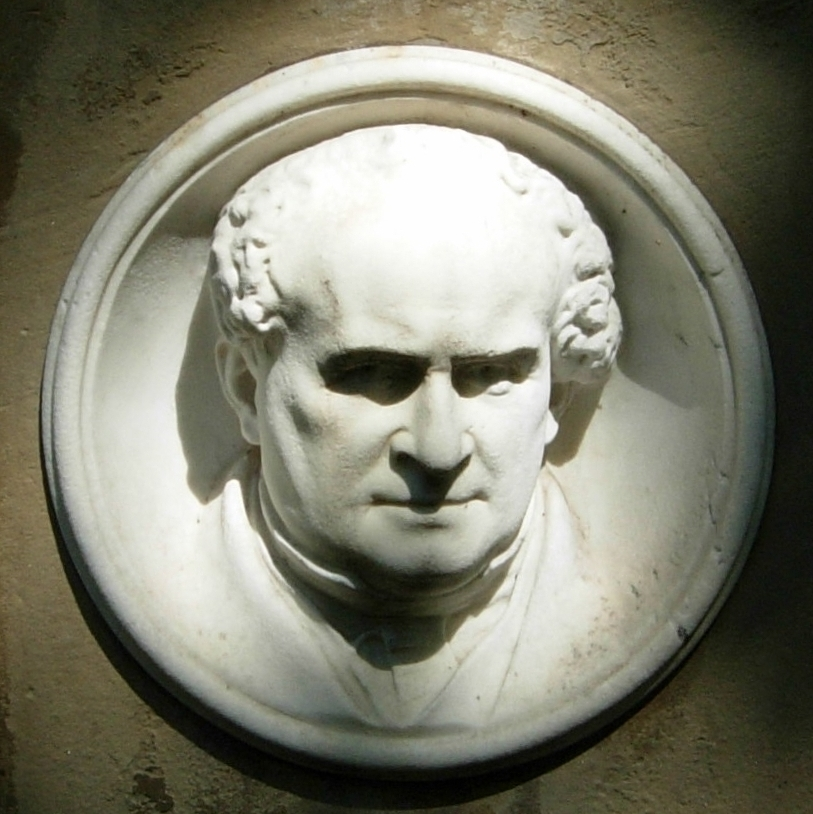
Tondo für den Grabstein von Ludwig Schopen, Alter Friedhof Bonn
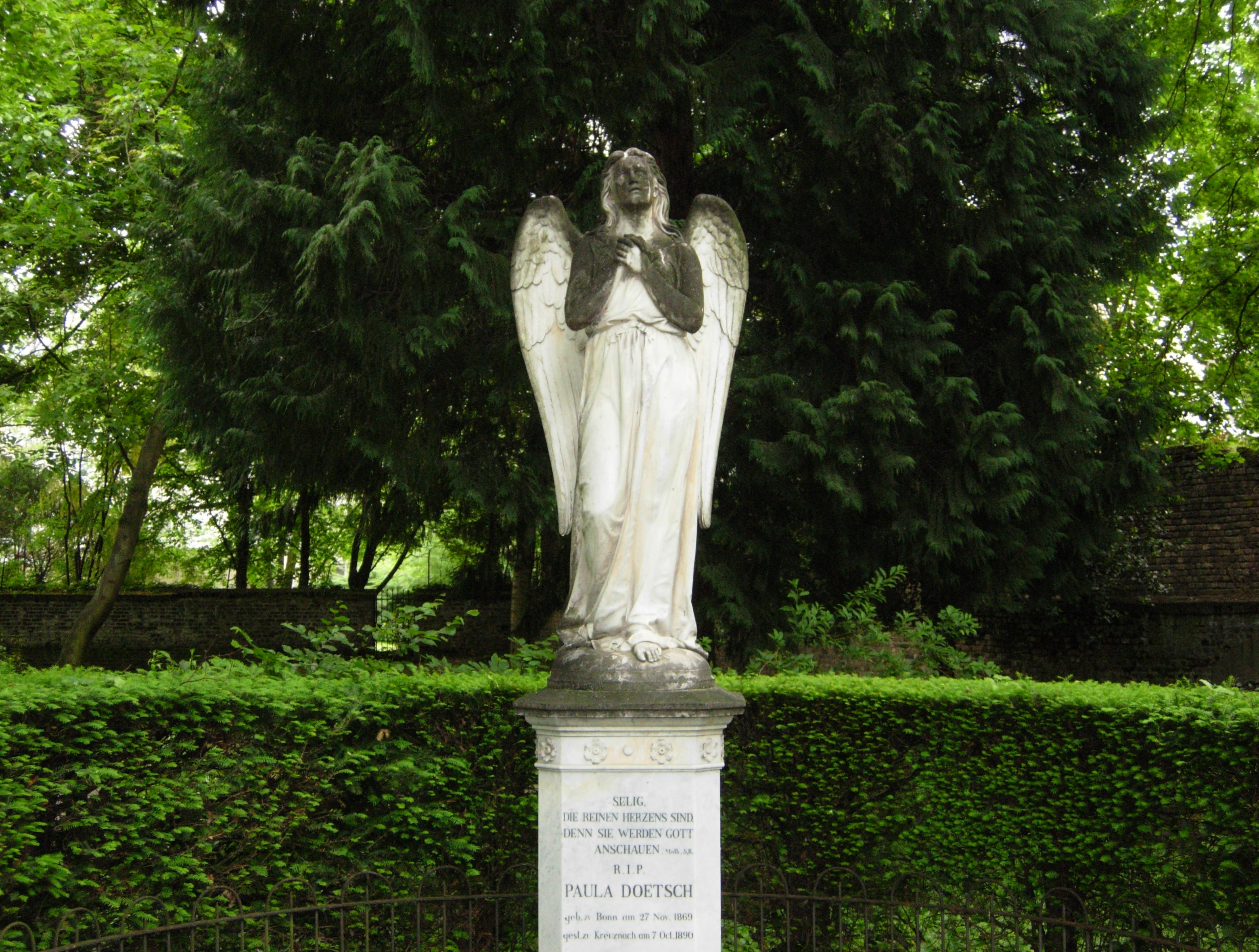
Grabengel für Paula Doetsch, Alter Friedhof Bonn
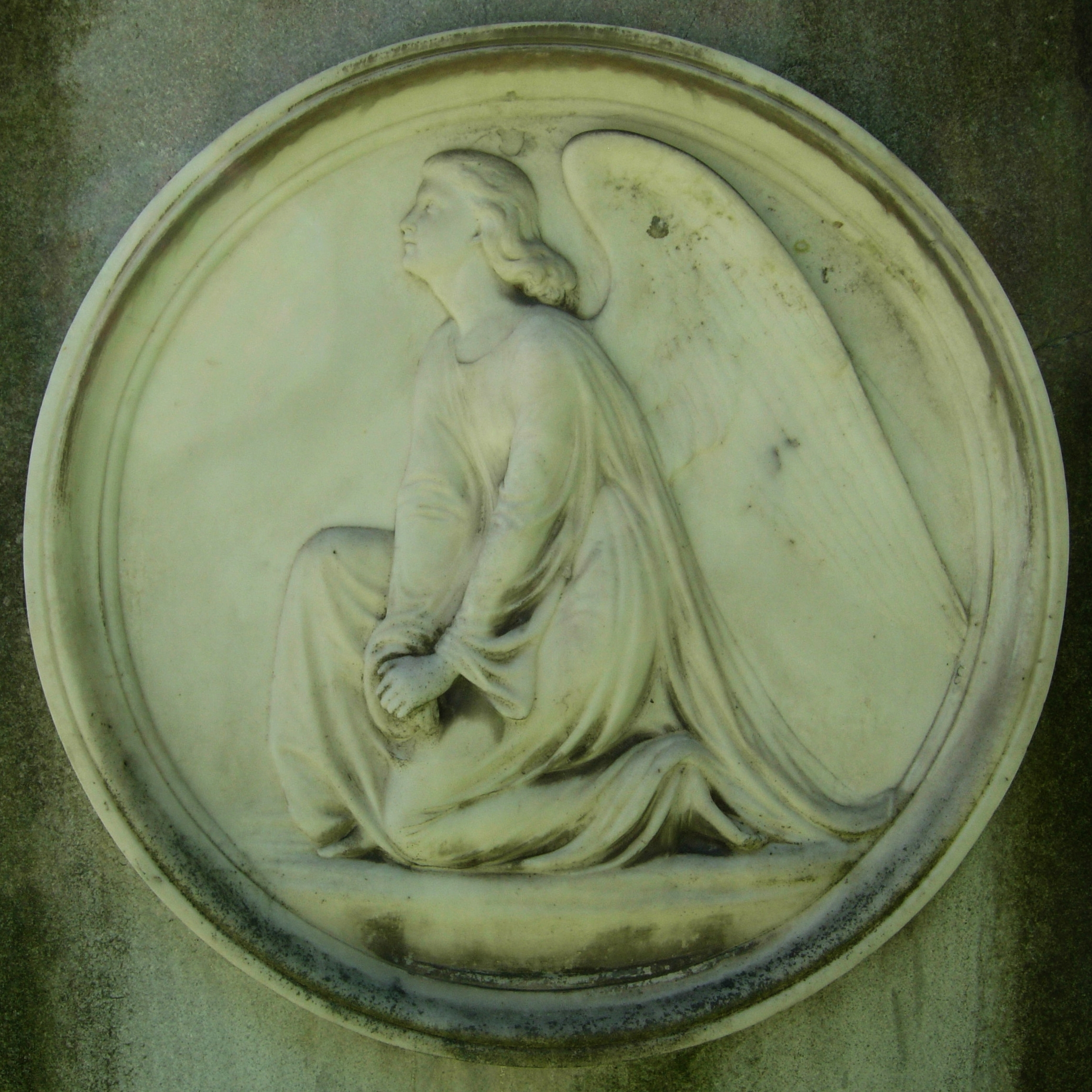
Tondo für die Grabstätte Schaaffhausen, Alter Friedhof Bonn
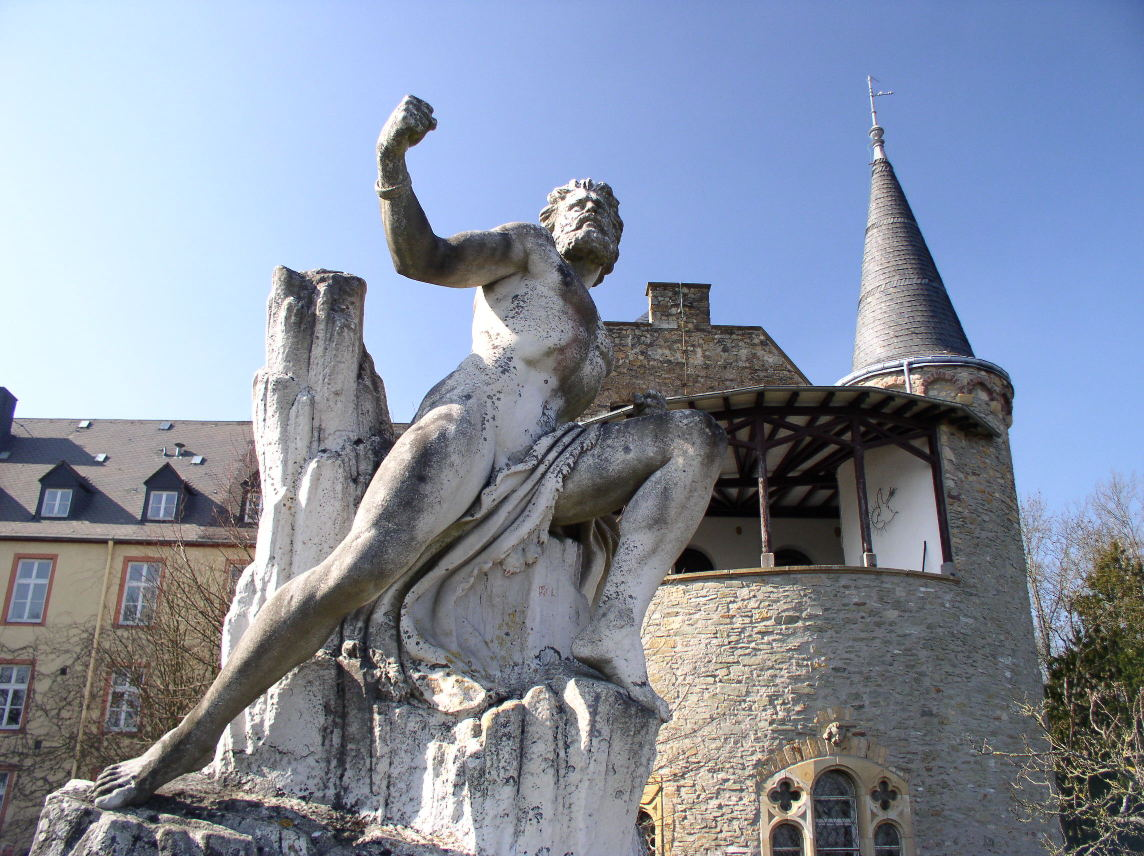
Prometheus im Schlosspark von Schloss Dhaun
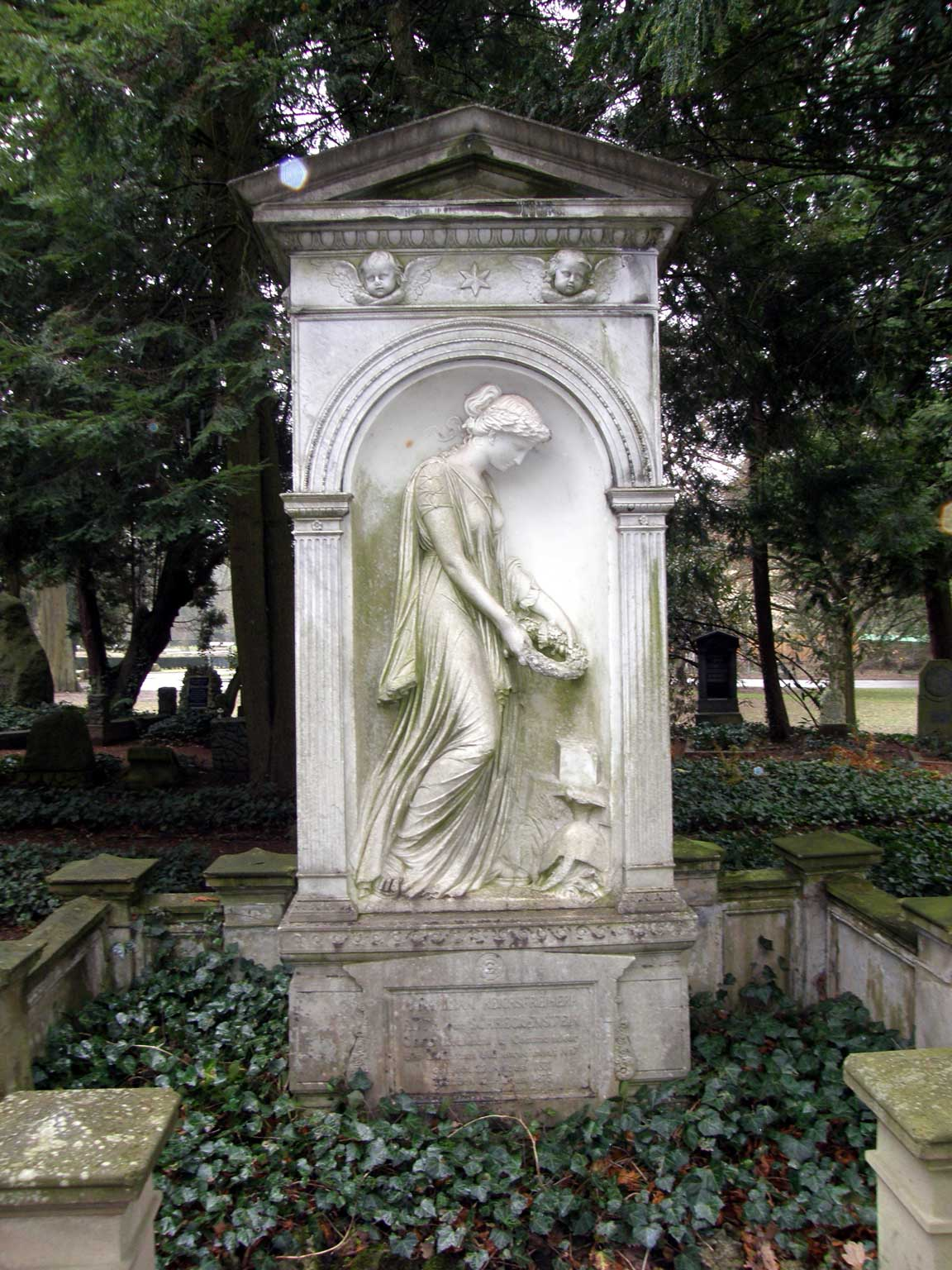
Grabstätte des Maximilian Freiherr Roth von Schreckenstein in Saarbrücken.
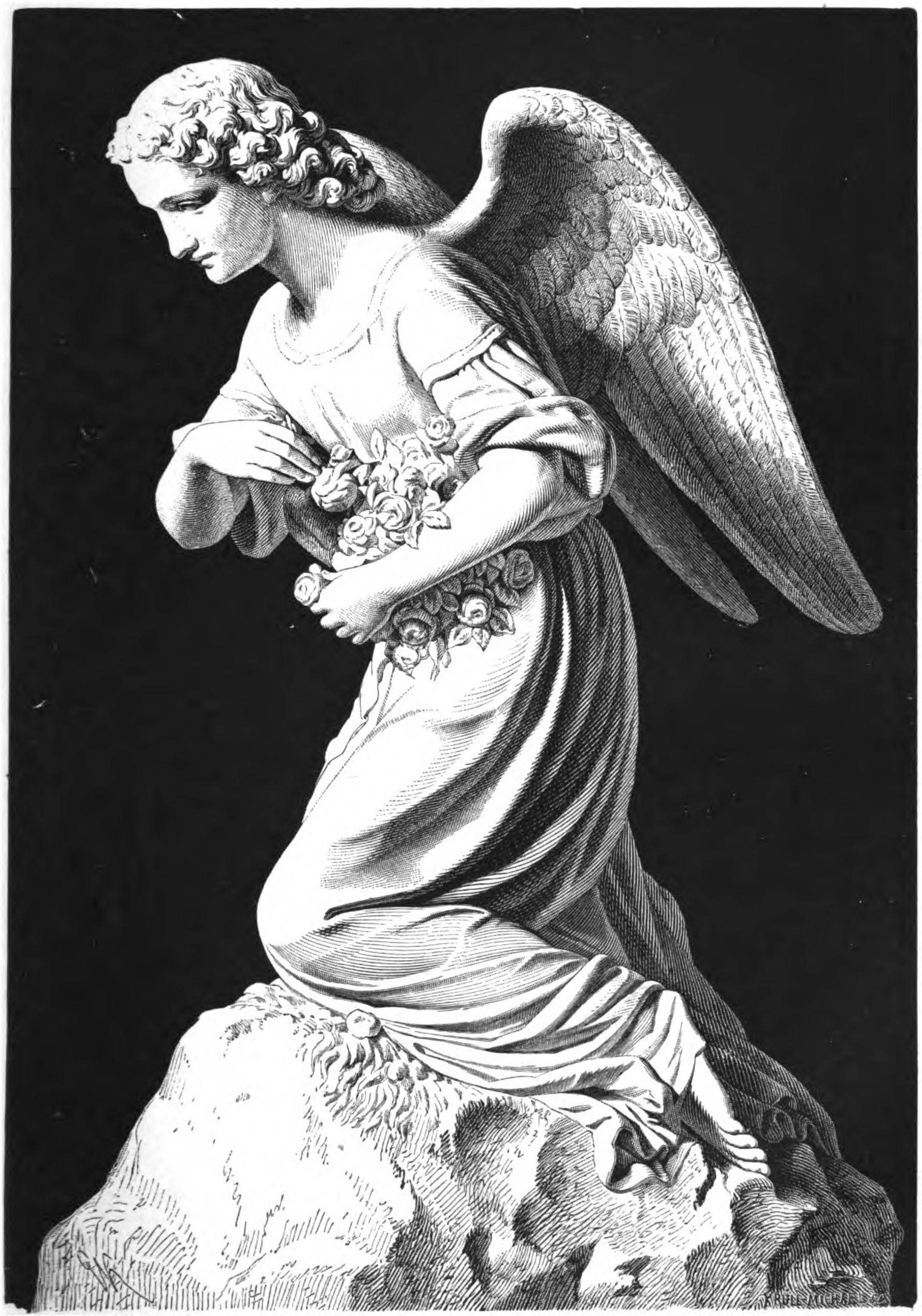
Grabmonument. Grafik von Krüll und Michael.